# Kenya aux Jeux olympiques d'hiver de 1998
Le Kenya participe aux Jeux olympiques d'hiver de 1998 à Nagano au Japon, qui se déroulent du 7 au 22 février 1998. C'est la première participation de ce pays aux Jeux olympiques d'hiver. La délégation kenyane est représentée par un seul athlète en ski de fond, Philip Boit, également porte-drapeau du pays lors des cérémonies d'ouverture et de clôture de ces Jeux.
Le Kenya fait partie des pays qui ne remportent pas de médaille au cours de ces Jeux olympiques.

## Athlètes engagés

### Ski de fond
Philip Boit, le seul athlète kényan ne terminera que 92e du 10 km classique, avec un temps d'un peu plus de 47 minutes.
| Nom         | Épreuve             | Place | Résultat |
| ----------- | ------------------- | ----- | -------- |
| Philip Boit | 10 km classique (H) | 92e   | 47:25:5  |